# فلاديمير وايس
فلاديمير وايس (21 سبتمبر 1939 بفورتكي في سلوفاكيا - 23 أبريل 2018 في سلوفاكيا) هو مدرب كرة قدم ولاعب كرة قدم سلوفاكي في مركزي الدفاع وقلب الدفاع، شارك في الألعاب الأولمبية الصيفية 1964. وشارك مع منتخب تشيكوسلوفاكيا تحت 21 سنة لكرة القدم ومنتخب تشيكوسلوفاكيا لكرة القدم. أما مع النوادي، فقد لعب مع إنتر براتيسلافا ونادي بانيك هورنا ونادي مستو بريفيدزا ‏.

## وصلات خارجية
- فلاديمير وايس على موقع الاتحاد التشيكي (الإنجليزية)
- فلاديمير وايس على موقع قاعدة بيانات كرة القدم.إي يو (الإنجليزية)
- فلاديمير وايس على موقع ناشيونال فوتبول تيمز (الإنجليزية)
- فلاديمير وايس على موقع عالم كرة القدم.نت (الإنجليزية)
- فلاديمير وايس على موقع اللجنة الأولمبية الدولية (الإنجليزية)
- فلاديمير وايس على موقع أوليمبيديا (الإنجليزية)
- فلاديمير وايس على موقع اللجنة الأولمبية التشيكية (التشيكية)
- فلاديمير وايس على موقع اللجنة الأولمبية السلوفاكية (السلوفاكية)